# Zilda Ulbrich
Zilda Ulbrich Schützer ou simplesmente Coca (São Paulo, 5 de agosto de 1927) é uma voleibolista e basquetebolista brasileira.
No vôlei foi levantadora pelo clube e pela Seleção Brasileira. No basquetebol foi capitã da Seleção Brasileira nos torneiros em que disputou.

## Carreira
Aos 14 anos começou a treinar o "bola ao cesto" e interessou-se por voleibol um ano mais tarde modalidade nova para época. Sua rotina diária era trabalhar durante o dia e treinar ao final da tarde, fazendo- no Esporte Clube Pinheiros. Sabia administrar bem seu tempo conciliando treinos, trabalho e estudo e mais a frente sua família. Além do basquete e do vôlei, também praticava tênis e atletismo, sendo as duas primeiras modalidades que se dedicaria mais.
Durante 28 anos,jogou pela equipe de basquete do Pinheiros, comandada pelo técnico Serafim Cruz. Foi integrante por diversas vezes das seleções paulista e seleção brasileira, sempre bem sucedida.
Conquistou campeonatos regionais, brasileiros e sul-americanos no basquete Abandonou o basquete em 1959, depois do Sul-Americano, após o ouro em 1958. Ela optava pelo basquete em Pan-Americanos sempre que alguma situação a impedisse de disputar o vôlei, optando por ele após abandonar o basquete.
No vôlei, chegou a vencer durante 12 anos consecutivos pelo Pinheiros. Também atuou pelas seleções e defendeu o Brasil em uma série de torneios. Em 1963, abandona o esporte após a conquista brilhante do Pan-Americano em São Paulo

## Títulos e resultados
Voleibol
- Campeonato Aberto do Tênis Clube Paulistaː1945[6]

 Basquetebol
- Campeonato Mundial de Basquetebol Femininoː1950, [7]1953[2][8]